# Lerista kendricki
Lerista kendricki — вид сцинкоподібних ящірок родини сцинкових (Scincidae). Ендемік Австралії.

## Поширення і екологія
Lerista kendricki мешкають на західному узбережжі Західної Австралії, від півострова Перон на південь до Калбаррі. Вони живуть в піщаній місцевості, серед опалого листя у підніжжя чагарників.